# Nsomfi
Nsomfi è un ward dello Zambia, parte della Provincia di Luapula e del Distretto di Mwense.